# Clarkia tembloriensis
Clarkia tembloriensis är en dunörtsväxtart som beskrevs av Vasek. Clarkia tembloriensis ingår i släktet clarkior, och familjen dunörtsväxter.

## Underarter
Arten delas in i följande underarter:
- C. t. calientensis
- C. t. longistyla
- C. t. tembloriensis